# Benjamin Thomas
Benjamin Thomas (n. 12 septembrie 1995, Lavaur, Midi-Pyrénées, Franța) este un ciclist profesionist francez, care concurează în prezent pentru Cofidis, echipă licențiată UCI WorldTeam.

## Rezultate în Marile Tururi

### Turul Franței
1 participare
- 2022: locul 53

### Turul Italiei
2 participări
- 2020: nu a terminat competiția
- 2024: câștigător al etapei a 5-a

### Turul Spaniei
2 participări
- 2018: locul 121
- 2019: nu a terminat competiția